# Les Ageux
Les Ageux é uma comuna francesa na região administrativa de Altos da França, no departamento de Oise. Estende-se por uma área de 5 km². Em 2010 a comuna tinha 1 187 habitantes (densidade: 237,4 hab./km²).